# Eviatar Zerubavel
Eviatar Zerubavel (* 1948 in Israel) ist ein israelischer Soziologe und Autor im Bereich der „Standardisierung der Zeit“ und der „Soziologie des Erkennens“. Er ist Professor für Soziologie an der Rutgers University (The State University of New Jersey), wo er weiterführende Kurse in kognitiver Soziologie, Zeit und Erinnerung sowie soziologischer Theorie hält.

## Leben
Da Zerubavels Eltern auf dem Gebiet der internationalen Entwicklung arbeiteten, verbrachte er den größten Teil seiner Kindheit im Ausland.
Zerubavel studierte zunächst an der Tel Aviv University und erlangte den akademischen Grad (Ph.D.) in Soziologie an der University of Pennsylvania im Jahre 1976, wo er unter anderem bei Erving Goffman lernte.
Nach Lehraufträgen an der Columbia University und der Stony Brook University im Bundesstaat New York wechselte er dann zuletzt zur Rutgers-Universität.
Zerubavels erste erwähnenswerte Beteiligung an einem wissenschaftlichen Thema war im Bereich der „Wissenschaft der Zeit“, im Besonderen in der Soziologie und Standardisierung der Zeit.
Sein Hauptgebiet heute liegt in der kognitiven Soziologie und der Soziologie der Zeit. Er wies unter anderem darauf hin, wie die Gesellschaft und nicht die menschliche Natur das geistige Leben eines Menschen formt. Er betonte besonders die Gemeinsamkeiten zwischen Mitgliedern einer sozialen Gruppe im Bezug auf ihr geistiges Leben und ihre geistige Entwicklung.
Zerubavel arbeitet ebenfalls von 1992 bis 2001 und seit 2006 wieder als Direktor des Programms für absolvieren Studenten der Soziologie an der Rutgers University und ist dort ebenso Mentor für Studenten. Er beschäftigte sich mit „Gewohnheiten bei akademischen Arbeiten“ und „Zeitmanagement beim Schreiben“. In seinem Buch „The Clockwork Muse (1999)“ gibt er unter anderem Ratschläge für Autoren, insbesondere zum Thema Zeitmanagement am Ende einer schriftlichen Arbeit.
Von 2000 bis 2001 diente er als Vorsitzender der Culture Section of the American Sociological Association.
2003 wurde er Guggenheim-Stipendiat.
Er ist mit der Judaistin Yael Zerubavel verheiratet, die ebenfalls an der Rutgers University wirkte.

## Publikationen
- Patterns of Time in Hospital Life: A Sociological Perspective. University of Chicago Press 1979 (ISBN 0-226-98160-6)
- Hidden Rhythms: Schedules and Calendars in Social Life. University of California Press 1985 (ISBN 0-520-05609-4)
- The Seven Day Circle: The History and Meaning of the Week. University Of Chicago Press 1985 (ISBN 0-226-98165-7)
- The Fine Line. University Of Chicago Press 1991 (ISBN 0-226-98159-2)
- Terra Cognita: The Mental Discovery of America Transaction Publishers 1992 (ISBN 0-765-80987-7)
- Social Mindscapes: An Invitation to Cognitive Sociology. Harvard University Press 1997 (ISBN 0-674-81390-1).
- Time Maps: Collective Memory and the Social Shape of the Past. University of California Press 2003 (ISBN 0-226-98153-3)
- The Elephant in the Room: Silence and Denial in Everyday Life. Oxford University Press 2006 (ISBN 0-195-33260-1)